# Fakir
Pour l’article homonyme, voir Fakir (journal).
Pour l’article homonyme, voir Cyclone Fakir.
Pour l’article ayant un titre homophone, voir Fakear.

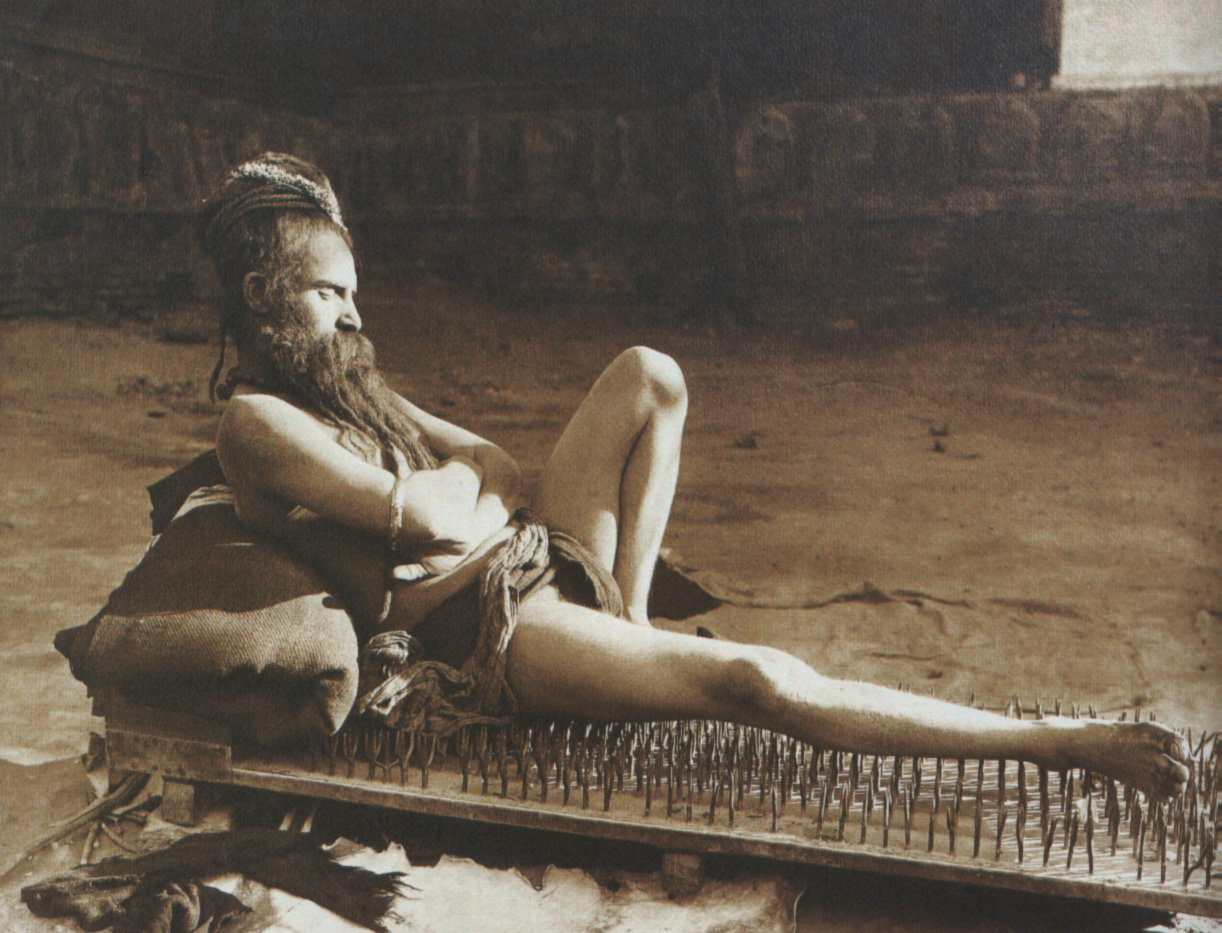
Un fakir à Varanasi (Herbert Ponting, 1907). Aucun élément extérieur ne différencie les fakirs dans leur appellation occidentale de leurs confrères hindous, les sâdhus.

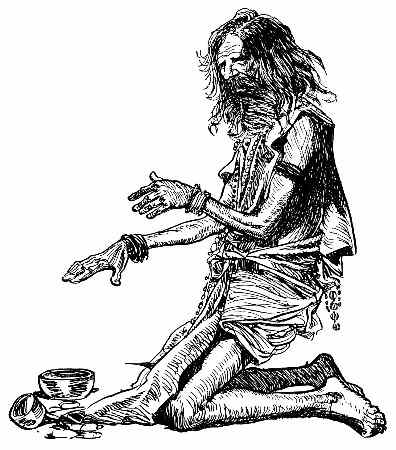
Un fakir dessiné en 1869 par Geraldine Edith Mitton

Un fakir ou faquir est un ascète soufi (mouvement de spiritualité de l'islam) dans le sous-continent indien. Ce mot d'origine arabe (faqīr qui signifie « pauvre ») devient fuqarā’ au pluriel. Ce mot a un sens proche du mot persan derviche, signifiant « mendiant », avec lequel il est parfois confondu.
Le terme est notamment employé pour désigner des individus qui réalisent des actes semblant magiques ou surhumains. Dans l'imaginaire occidental, ils sont communément associés aux planches à clous, à la lévitation et, parfois, au charme de serpents.
En ourdou et en hindî, le mot est de plus en plus employé pour désigner les pauvres, les mendiants (c'est aussi un des sens de ce mot en turc). Shirdi Sai Baba employait le terme de fakir pour nommer Dieu. Ce qui doit être pris au sens figuré.

## Dans la culture occidentale
En Occident, le mot est parfois utilisé pour désigner un mystique hindou comme les sâdhu, voire certains saltimbanques et acrobates orientaux, sans aucune référence ou différence religieuse.
Le terme désigne aussi tout artiste pratiquant en public certains exercices, comme le transpercement, le crucifiement, etc. Ces « fakirs occidentaux » ne sont généralement pas reliés à la religion musulmane ou hindoue contrairement à leurs homologues indiens. Ce type de spectacle est notamment populaire entre-deux-guerres où on retrouve plusieurs artistes spécialistes de numéros de fakirisme comme l'Arménien Tahra-Bey, les Français Ben-Ghou-Bey et Koringa, l’Italien Blacaman, le Hollandais Mirin Dajo (en) ou le Belge Seuqcaj.

## Dans la peinture orientaliste
Le peintre russe Vassili Verechtchaguine  a réalisé plusieurs tableaux de fakirs lors de ses voyages en Inde en 1874-1876, qui sont exposés à la Galerie Tretiakov à Moscou.

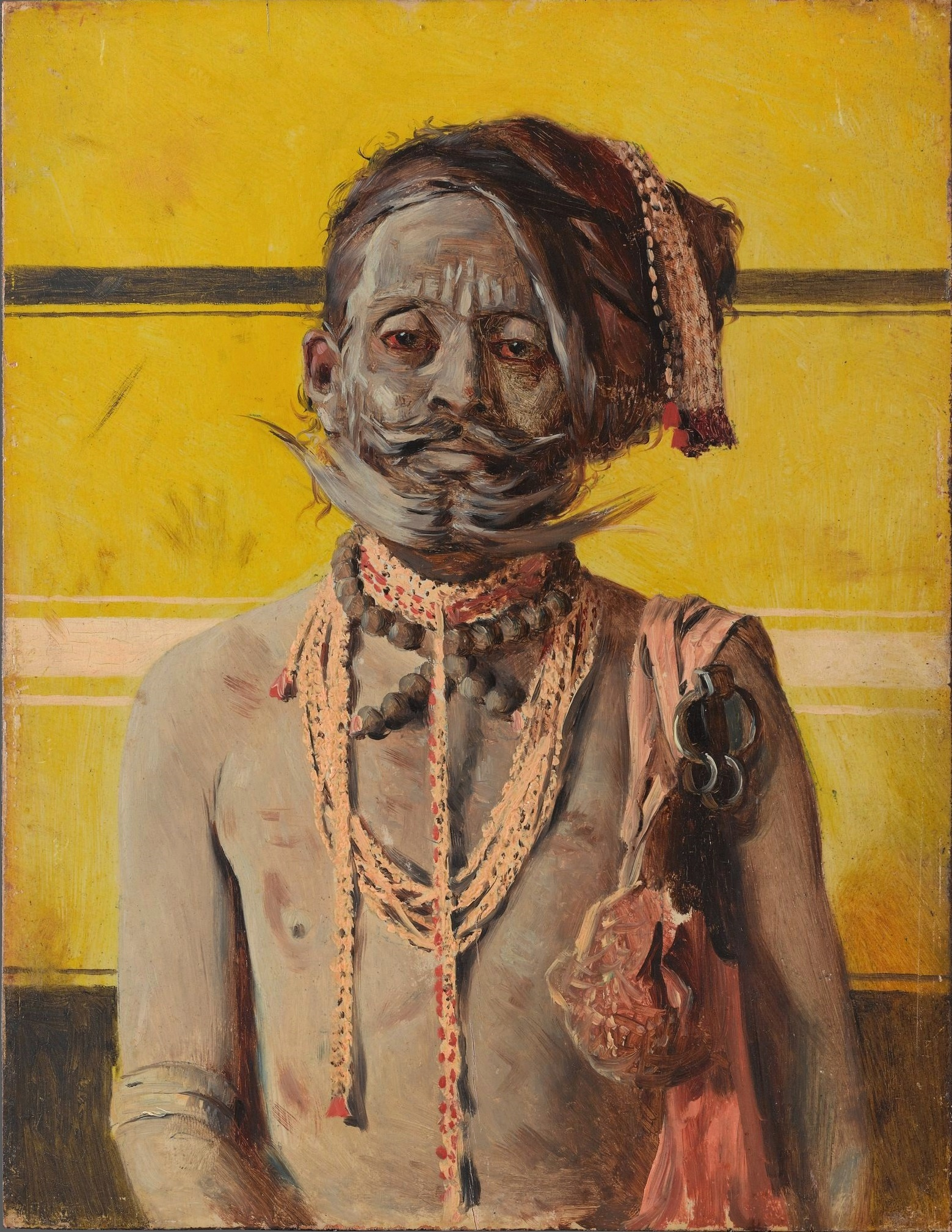
Fakir, Vassili Verechtchaguine
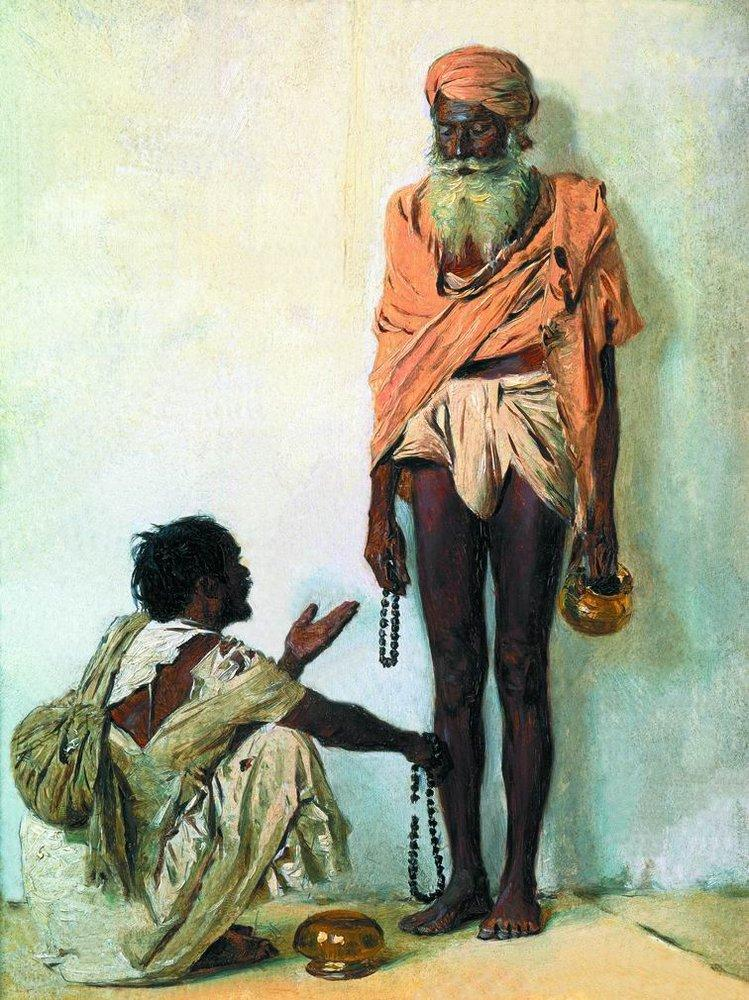
Fakir, Vassili Verechtchaguine
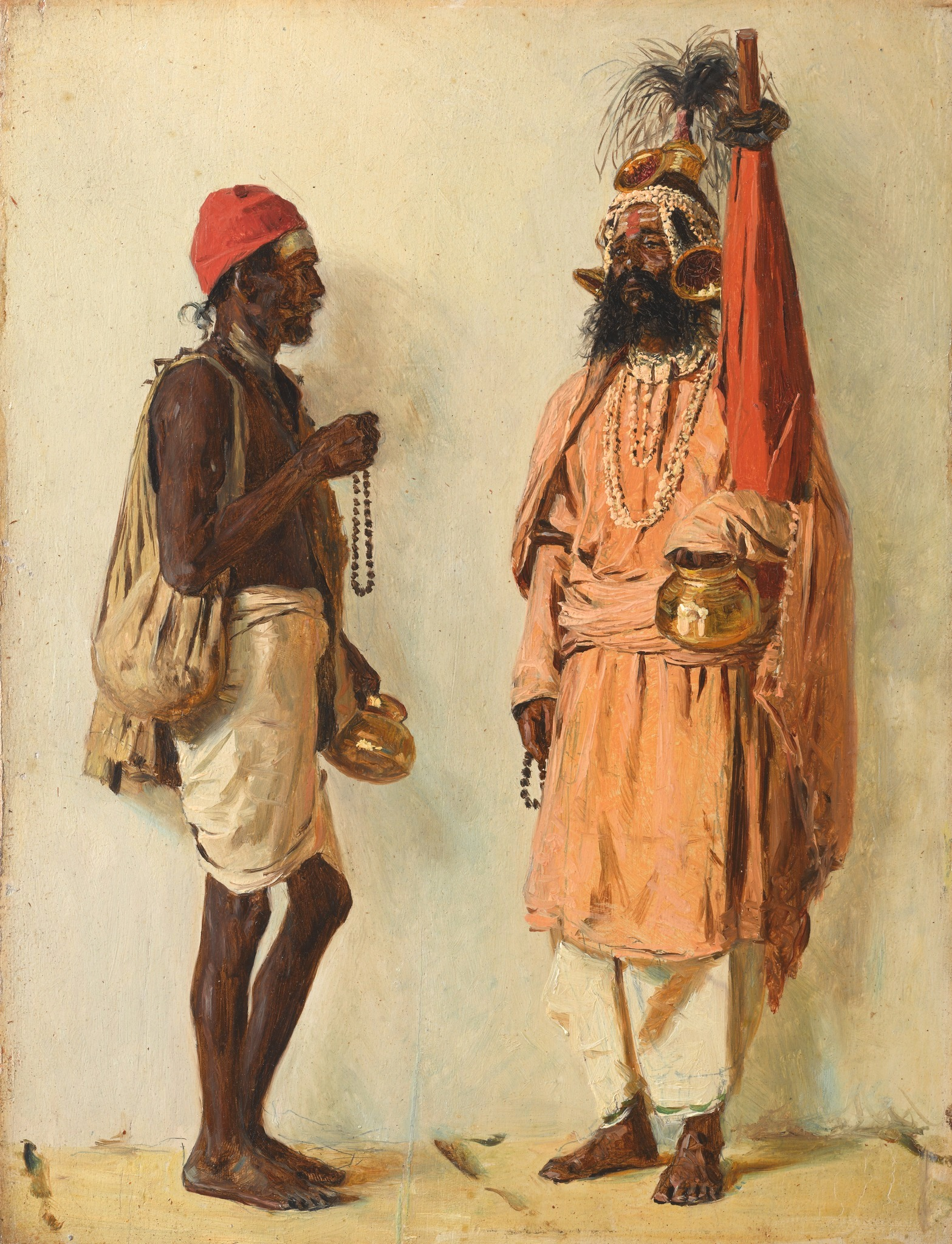
Deux fakirs, Vassili Verechtchaguine

## En bande dessinée
- Lors de ses aventures, Tintin rencontre trois fakirs : le premier, anonyme, intervient dans Les Cigares du pharaon et fait partie d'un gang de trafiquants de stupéfiants contre lequel lutte Tintin ; personnage maléfique, ses dons de fakir le rendent difficile à neutraliser ; le deuxième, nommé Cipaçalouvishni, apparaît dans l'album suivant, Le Lotus bleu ; il est présenté à Tintin par le maharadjah de Rawajpoutalah chez qui il donne un petit spectacle pour montrer ses dons. Enfin, le troisième et dernier, portant le nom de « Ragdalam le fakir » apparaît dans l'album Les Sept Boules de cristal où, accompagné d'une voyante, « madame Yamilah », il procède à un tour de prestidigitation. Ce dernier personnage est inspiré d'un fakir ayant réellement existé, Tahra-Bey, qui s'est produit en France et dans le monde à partir du milieu des années 1920[8].
- Dans Astérix chez Rahàzade, des Gaulois voyageant dans un royaume de la vallée du Gange rencontrent plusieurs fakirs : Kiçàh, un de ses collègues charmeur de serpents et Mercikhi.